# Wiedemann-Franzsches Gesetz

Lorenz-Zahl für Kupfer (türkis)

Das Wiedemann-Franzsche Gesetz, auch Wiedemann-Franz-Gesetz, (benannt nach Gustav Heinrich Wiedemann und Rudolph Franz) ist ein empirisches Gesetz, welches das Verhältnis zwischen thermischer Leitfähigkeit {\displaystyle \lambda } und elektrischer Leitfähigkeit {\displaystyle \sigma } in einem Metall als nahezu proportional zur Temperatur T beschreibt, unabhängig von dem betrachteten Metall:
{\displaystyle {\frac {\lambda }{\sigma }}=L\cdot T}
Die Proportionalitätskonstante {\displaystyle L={\frac {\lambda }{\sigma T}}} im Bereich {\displaystyle 2{,}1\ldots 2{,}9\cdot 10^{-8}\,\mathrm {W\,\Omega \,K^{-2}} } (oder {\displaystyle \mathrm {V^{2}\,K^{-2}} \,}) heißt Lorenz-Zahl.
In der Grafik sind der Kehrwert der elektrischen Leitfähigkeit, nämlich der spezifische Widerstand {\displaystyle \rho =1/\sigma }, und die thermische Leitfähigkeit von Kupfer als rote und grüne Linie aufgetragen. Das Produkt der beiden Größen, die blaue Linie, hängt von der Temperatur ab. Nach Division durch die Temperatur erhält man die Lorenz-Zahl, hellblaue Linie. Bei 300 K liegt sie bei 2,31·10−8 V2 K−2 und steigt bis 900 K um weniger als 5 Prozent auf 2,41·10−8 V2 K−2.

## Bedeutung
Das Wiedemann-Franzsche Gesetz zeugt von der Tatsache, dass in Metallen die Ladungsträger auch Träger von Wärmeenergie sind. Es gilt auch für sehr tiefe und sehr hohe Temperaturen (im Vergleich zur Debye-Temperatur). Abweichungen ergeben sich bei mittleren Temperaturen zwischen ungefähr 10 K und 200 K durch ballistische Wärmeleitung. Außerdem berücksichtigt das Wiedemann-Franzsche-Gesetz nicht Beiträge von Gitterschwingungen (Phononen) zur Wärmeleitung, da diese zwar Wärme, aber keine Ladung transportieren.

## Geschichte
Die beiden Namensgeber fanden 1853 heraus, dass das Verhältnis {\displaystyle \lambda /\sigma } für alle Metalle bei gleicher Temperatur annähernd gleich ist. Ludvig Lorenz stellte 1872 die Linearität dieses Verhältnisses zur Temperatur fest.
Die erste theoretische Erklärung des Gesetzes erfolgte um 1900 durch Paul Drude, der mit dem nach ihm benannten Drude-Modell für die Lorenz-Zahl folgenden Wert berechnete:
{\displaystyle L={\frac {3}{2}}\left({\frac {k_{\mathrm {B} }}{e}}\right)^{2}=1{,}11\cdot 10^{-8}\,\mathrm {W\,\Omega \,K^{-2}} }
mit
- der Boltzmann-Konstanten {\displaystyle k_{\mathrm {B} }} und
- der Elementarladung {\displaystyle e}.

Dieser Wert weicht durch falsche Annahmen im Drude-Modell um einen Faktor 2 von den experimentell bestimmten Werten ab, stellt den Zusammenhang aber bereits qualitativ korrekt dar.
Mit der um 1933 durch Arnold Sommerfeld verbesserten Drude-Sommerfeld-Theorie wird die Lorenz-Zahl schließlich auch quantitativ bestätigt:
{\displaystyle L={\frac {\lambda }{\sigma T}}={\frac {\pi ^{2}}{3}}\left({\frac {k_{\mathrm {B} }}{e}}\right)^{2}=2{,}44\cdot 10^{-8}\,\mathrm {W\,\Omega \,K^{-2}} }